# إيلي كيشيت
ايلي كيشت (بالعبرية: אלי קשת‏) عالم كيمياء حيوية إسرائيلي وأستاذ البيولوجيا الجزيئية في الجامعة العبرية في القدس.
حصل في عام 2021 على جائزة إسرائيل في علوم الحياة.

## حياته
ولد إيلي كيشيت عام 1945 في تل أبيب. حصل على البكالوريوس والماجستير والدكتوراه من الجامعة العبرية في القدس. أجرى بعد حصوله على الدكتوراه دراسات في مختبر هوارد تيمن في جامعة ويسكونسن (1976-1979). و
في عام 1982 بدأ التدريس في الجامعة العبرية، وأصبح أستاذًا مساعداً في عام 1986، وأستاذًا متفرغًا في عام 1993.
وفي عام 2006 حصل على جائزة إيميت، وفي عام 2014 على جائزة روتشيلد، وفي عام 2015 على جائزة نافبو بينديت التقديرية.

## بحث
يتناول في بحثه الرئيسي مسألة كيفية تكون أوعية دموية جديدة عندما يكون هناك نقص في الأكسجين. وهذه العملية لها آثار بعيدة المدى على تطور الأمراض المتعلقة بشبكية العين، وكذلك السرطان. توصلت النتائج التي توصل إليها كيشيت إلى أن الأكسجين الزائد الذي يُعطى للأطفال الذين ولدوا قبل الأوان قد يسبب لهم العمى، وقد أحدث تغييرًا في طريقة علاجهم.

## الجوائز
- 2021 جائزة إسرائيل في علوم الحياة [7][8]
- 2015 جائزة نافبو بينديت التقديرية- لأبحاثه في دراسة أمراض الأوعية الدموية
- 2015 جائزة مؤسسي تيفا
- 2014 جائزة روتشيلد
- 2006 جائزة إيميت